# 트립토판케이지
트립토판 케이지(Tryptophane Cage)는 20개의 아미노산으로 구성되어 있으며, 단백질의 접힘 운동등의 양상을 알기 위해서 합성한 Neidigh 연구팀이 설계한 인공단백질이다. 그 아미노산 서열은 NLYIQ WLKDG GPSSG RPPPS로 알려져 있다.
트립토판 케이지는 글리신 1개(Gly-11)과, 프롤린 3개(Pro-12, 18. 19)로 구성된 소수성 핵을 갖고 있으며, 티로신(Tyr-3)과 트립토판(Trp-6)의 방향족 측쇄를 갖고 있다. 트립토판 케이지의 2차구조는 2번에서 8번 아미노산의 알파나선 구조와 11번에서 14번에 이르는 310 나선구소와 C 말단부의 다-프롤린Ⅱ 나선이 있다. 안정성 자료는 접힌 상태에서 아스파르트산(Asp-9)과 알기닌(Arg-16)이 염다리로 연결되어 있음을 시사하고 있다.
트립토판 케이지는 단백질의 접힘 동역학(Folding Kinetics)를 연구하는 데 매우 중요한 역할을 하고 있다. 이는 트립토판 케이지의 접힘 속도가 매우 빨라서 접히는 데 약 4㎲가 채 걸리지 않으며, 비교적 그 크기가 작음에도 불구하고, 단백질의 구조변경에 필요한 여러 가지 요소가 다양하게 들어있기 때문에 트립토판 케이지의 연구로부터 다른 거대단백질의 이해를 도울 수 있기 때문이다.
트립토판 케이지를 사용하는 연구로는 레이저를 이용해서 온도를 급격하게 상승시켜서 구조가 변하는 것을 연구하거나, 단백질의 3차구조를 예측하거나, 접힘과정에서의 동역학과 열역학을 시뮬레이션 하거나, 접힘과정에 관여하는 다양한 요인을 탐구한다.
트립토판 케이지의 구조는 NMR 등을 이용해서 밝혀졌으며, 그 결과는 단백질 정보 은행에 PDB ID 1L2Y로 수록 되어있다.

## 참고 문헌
1. ↑  Protein Data Bank 1L2Y, http://www.rcsb.org/pdb/explore/explore.do?structureId=1L2Y 보관됨 2016-08-19 - 웨이백 머신
2. ↑  Smaller and Faster, Linlin Qiu, 2002, http://www.phys.ufl.edu/~hagen/pubs/jacs_2002.pdf 보관됨 2006-05-17 - 웨이백 머신
3. ↑  Protein Tertiary Structure Prediction, http://iwrwwi.fzk.de/biostruct/PSP/1l2ycomp/webcomp.html%5B깨진+링크(과거+내용+찾기)%5D
4. ↑  Kinetics and Thermodynamics in the Folding of Trp-Cage, Jia-Lin Lo http://sansan.phy.ncu.edu.tw/~hclee/ppr/LJL_trpcg5.2.pdf%5B깨진+링크(과거+내용+찾기)%5D
5. ↑  Internal friction in the ultrafast folding of the tryptophan cage http://www.phys.ufl.edu/~hagen/pubs/ChemPhys2005.pdf 보관됨 2011-03-23 - 웨이백 머신